# Ясенчик (герб)
Ясеньчик, Ключ (пол. Jasieńczyk, Jasienice, Jasieniec, Jasiona, Klucz) — польский дворянский герб.

## Описание
В голубом поле золотой ключ, стоящий прямо, бородкой вправо. На шлеме пять страусовых перьев.

## Герб используют
Алеевичи (Alejewicz), Барциковские (Barcikowski, Bardzikowski), Барчиковские (Barczykowski), Баржиковские (Barzykowski), Бельские (Bielski), Богурские (Bogurski), Боские (Boski), Буцкие (Bucki, Butzki), Бурские (Burski), Буские (Buski), Буш (Busz), Хмелевские (Chmielewski), Хустка (Chustka), Цвикля (Cwikla), Доброгост-Гайно (Dobrohost-Hayno), Фебровские, Гамба (Gamba), Голь (Gol), Гржегорские (Grzegorski), Гржегоржевские (Grzegorzewski), Гржембские (Grzebski), Гайн (Hain, Hayn), Гановы (Hanow), Яблонские (Jablonski), Яновские (Janowski), Ясеньчики (Jasienczyk), Ясенские (Jasienski), Ясинковичи (Jasinkowicz), Ясинские (Jasinski), Ясюкевичи (Jasiukiewicz), Яськовские (Jaskowski), Ясногорские (Ясногурские, Jasnogorski), Карчевские (Karczewski), Климовичи (Klimowicz), Ключевские (Kluczewski), Ключинские (Kluczynski), Клюковские (Klukowski), Клюшевские (Kluszewski), Колубельские (Kolubielski, Kolubulski), Конопки (Konopka), Корытковские (Korytkowski), Ковальские (Kowalski), Крагевские (Krahewski), Краевские (Krajewski), Круликевичи (Krulikiewicz), Крушовские (Kruszowski), Кунецкие (Kunecki), Лихновские (Lichnowski), Лобузек (Lobuzek), Лоевские (Lojewski), Луканские (Lukanski), Лыховские (Lychowski), Малиновичи (Malinowicz), Михаловские (Michalowski, Michalowski z Michalowa Poraj), Мияковские (Mijakowski), Медзиховские (Мендзиховские, Miedzichowski, Miedzychowski), Нагорные (Нагурные, Nagórny), Обуховичи (Obuchowicz), Обуховские, Охотницкие (Ochotnicki), Ольшамовские (Olszamowski), Остонецкие (Ostoniecki), Остовецкие (Ostowiecki), Павловичи (Pawlowicz, Pawlowicz Lukianski), Плоские (Ploski), Пршерадские (Przeradzki), Пршибыславские (Przybyslawski), Пстронговские (Pstragowski), Радонские (Radonski), Радовицкие (Radowicki), Радовские (Radowski), Радзинские (Radzynski), Рыбицкие (Rybicki), Сенковские (Sekowski), Слухоцкие (Sluchocki), Стоцкие (Stocki),Струпеховские (Strupiechoski, Strupiechowski), Суские (Suski), Сливовские (Sliwowski), Варпеш (Варпенш, Warpes, Warpesz), Варпаховские (Warpachowski, Warpechowski, Warpęchowski), Вавровские (Wawrowski), Витовские (Witowski), Вораинские (Worainski), Зборские (Zborski), Зброские (Zbroski), Зброжек (Zbrozek), Зебровские (Zebrowski, Ziebrowski, Жебровские (Zebrowski), Жегоцкие (Zegocki).
Ясеньчик изм.Лукьянские (Lukianski), Обуховичи (Obuchowicz), Порай (Poraj), Зборовские (Zborowski).